# Ghanaisch-osttimoresische Beziehungen
Die ghanaisch-osttimoresischen Beziehungen beschreiben das zwischenstaatliche Verhältnis zwischen Ghana und Osttimor.

## Geschichte
Ghana beteiligte sich mit Personal an der Unterstützungsmission der Vereinten Nationen in Osttimor (UNMISET).
Der Verbund der G7+-Staaten, bei dem Osttimor eine führende Rolle spielt, hat seine Ursprünge beim Dritten hochrangigen Forum zur Wirksamkeit der Hilfe in Accra (Ghana) 2008, wo sich mehrere Staaten als Musterländer für eine Studie über fragile Staaten zur Verfügung stellten. Ghana ist nicht Mitglied der g7+.

## Diplomatie

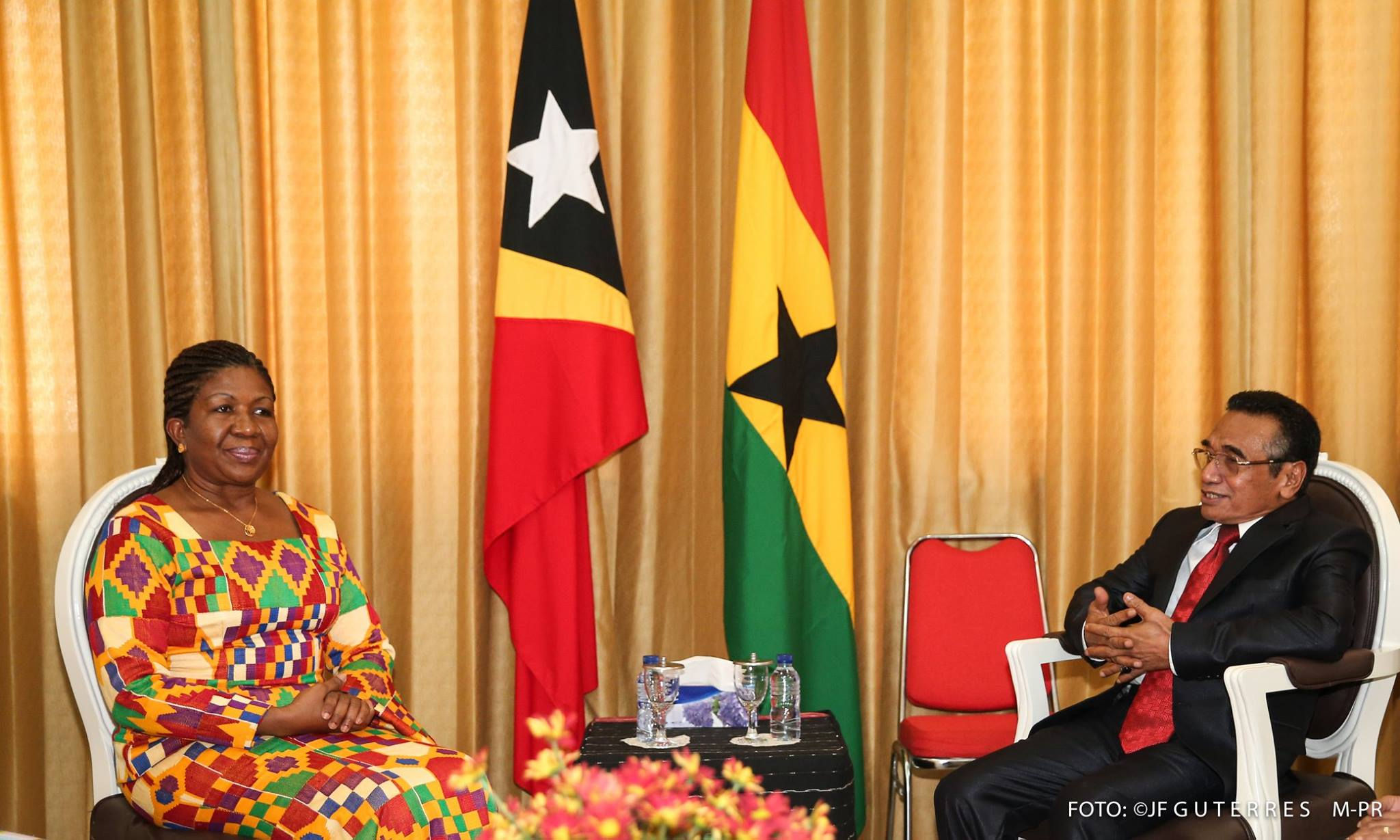
Botschafterin Akua Senkyiwa Ahenkora und Präsident Francisco Guterres (2019)

Die beiden Staaten verfügen über keine diplomatische Vertretungen im jeweils anderen Land. Die ghanaische Hochkommission in Kuala Lumpur (Malaysia) ist auch für Osttimor zuständig.

## Wirtschaft
Für 2018 gibt das Statistische Amt Osttimors keine Handelsbeziehungen zwischen Ghana und Osttimor an.